# Município de Marion (condado de Hocking, Ohio)
O município de Marion (em inglês: Marion Township) é um município localizado no condado de Hocking no estado estadounidense de Ohio. No ano de 2010 tinha uma população de 2.463 habitantes e uma densidade populacional de 25,46 pessoas por km².

## Geografia
O município de Marion encontra-se localizado nas coordenadas 39° 37′ 14″ N, 82° 26′ 12″ O. Segundo a Departamento do Censo dos Estados Unidos, o município tem uma superfície total de 96.74 km², da qual 95,87 km² correspondem a terra firme e (0,89 %) 0,86 km² é água.

## Demografia
Segundo o censo de 2010, tinha 2.463 habitantes residindo no município de Marion. A densidade populacional era de 25,46 hab./km². Dos 2.463 habitantes, o município de Marion estava composto pelo 97,93 % brancos, o 0,45 % eram afroamericanos, o 0,32 % eram amerindios, o 0,2 % eram asiáticos, o 0,04 % eram de outras raças e o 1,06 % eram de uma mistura de raças. Do total da população o 0,61 % eram hispanos ou latinos de qualquer raça.